# Syzygium densiflorum
Syzygium densiflorum là một loài thực vật thuộc họ Myrtaceae. Đây là loài đặc hữu của Ấn Độ.